# Jakub Kornfeil
Jakub Kornfeil (* 8. dubna 1993 Kyjov) je bývalý český motocyklový závodník. Účastník Mistrovství světa silničních motocyklů (MotoGP)

## Kariéra
V letech 2009–2011 jezdil závody mistrovství světa ve třídě do 125 kubických centimetrů. Absolvoval 39 závodů a získal sto bodů. Nejlepšího celkového umístění dosáhl v sezóně 2011, kdy skončil v šampionátu na 12. místě.
V roce 2009 vyhrál Red Bull MotoGP Rookies Cup pro mladé jezdce.

### Moto3 MotoGP
Od roku 2012 závodí Jakub Kornfeil na mistrovství světa ve třídě Moto3. V roce 2015 získal Kornfeil svůj nejlepší výsledek s druhým místem na dráze v Silverstone. V témže roce získal na dráze ve Valencii další pódiové umístění a skončil v celkovém hodnocení šampionátu dvanáctý. V roce 2016 získal Kornfeil svůj nejlepší výsledek v šampionátu s celkovým osmým místem a v Malajsii doplnil další pódiové umístění. V roce 2018 na Masarykově okruhu v Brně získal pole position a 3. místo.
20. ledna 2020 náhle oznámil ukončení své profesionální kariéry. Dle jeho slov za tím stála vysoká finanční náročnost sportu.

## Statistika kariéry

### Red Bull MotoGP Rookies Cup
| Sezóna | 1       | 2       | 3      | 4     | 5     | 6     | 7       | 8       | 9        | 10      | Pozice | Body |
| ------ | ------- | ------- | ------ | ----- | ----- | ----- | ------- | ------- | -------- | ------- | ------ | ---- |
| 2008   | ESP 1 8 | ESP 2 9 | POR 19 | FRA 9 | ITA 6 | GBR 7 | NED 10  | GER Ret | CZE 1 10 | CZE 2 6 | 9.     | 63   |
| 2009   | JER 1 8 | JER 2 6 | MUG 2  | ASS 5 | SAC 1 | DON 1 | BRN 1 8 | BRN 2 1 |          |         | 1.     | 132  |

### Dle sezóny
| Sezóna | Třída | Motocykl       | Tým                       | Závod | Vítězství | Podium | Pole position | FLap | Body | Plcd |
| ------ | ----- | -------------- | ------------------------- | ----- | --------- | ------ | ------------- | ---- | ---- | ---- |
| 2009   | 125cc | Loncin         | Loncin Racing             | 5     | 0         | 0      | 0             | 0    | 0    | NC   |
| 2010   | 125cc | Aprilia        | Dirk Heidolf              | 17    | 0         | 0      | 0             | 0    | 28   | 17.  |
| 2011   | 125cc | Aprilia        | Ongetta-Centro Seta       | 17    | 0         | 0      | 0             | 0    | 72   | 12.  |
| 2012   | Moto3 | FTR Moto Honda | Redox-Ongetta-Centro Seta | 17    | 0         | 0      | 0             | 1    | 71   | 15.  |
| 2013   | Moto3 | Kalex KTM      | Redox-RW Racing GP        | 17    | 0         | 0      | 0             | 0    | 68   | 11.  |
| 2014   | Moto3 | KTM            | Calvo Team                | 18    | 0         | 0      | 0             | 1    | 97   | 12.  |
| 2015   | Moto3 | KTM            | SIC Racing Team           | 18    | 0         | 2      | 0             | 0    | 89   | 12.  |
| 2016   | Moto3 | Honda          | Drive M7 SIC Racing Team  | 18    | 0         | 1      | 0             | 0    | 112  | 8.   |
| 2017   | Moto3 | Peugeot        | Peugeot MC Saxoprint      | 18    | 0         | 0      | 0             | 0    | 26   | 22.  |
| 2018   | Moto3 | KTM            | PrüstelGP                 | 11    | 0         | 1      | 1             | 0    | 80*  | 7.*  |
| Celkem |       |                |                           | 156   | 0         | 4      | 1             | 2    | 643  |      |

* Sezóna stále v průběhu.

### Dle třídy
| Třída  | Sezóny    | 1. GP           | 1. Pod              | 1. Vítězství | Závod | Vítězství | Pódium | Pole position | FLap | Body | WChmp |
| ------ | --------- | --------------- | ------------------- | ------------ | ----- | --------- | ------ | ------------- | ---- | ---- | ----- |
| 125cc  | 2009–2011 | 2009 San Marino |                     |              | 39    | 0         | 0      | 0             | 0    | 100  | 0     |
| Moto3  | 2012–2018 | 2012 Katar      | 2015 Velká Británie |              | 117   | 0         | 4      | 1             | 2    | 543  | 0     |
| Celkem | 2009–2018 |                 |                     |              | 156   | 0         | 4      | 1             | 2    | 643  | 0     |

### Závody dle roků
| Rok  | Třída | Moto      | 1      | 2       | 3      | 4       | 5       | 6       | 7       | 8      | 9      | 10     | 11     | 12     | 13      | 14      | 15      | 16      | 17     | 18     | 19  | Pozice v šampionátu | Body |
| ---- | ----- | --------- | ------ | ------- | ------ | ------- | ------- | ------- | ------- | ------ | ------ | ------ | ------ | ------ | ------- | ------- | ------- | ------- | ------ | ------ | --- | ------------------- | ---- |
| 2009 | 125cc | Loncin    | QAT    | JPN     | SPA    | FRA     | ITA     | CAT     | NED     | GER    | GBR    | CZE    | IND    | RSM 28 | POR 25  | AUS 23  | MAL 19  | VAL Ret |        |        |     | NC                  | 0    |
| 2010 | 125cc | Aprilia   | QAT 19 | SPA 14  | FRA 19 | ITA 17  | GBR 20  | NED 15  | CAT 16  | GER 17 | CZE 5  | IND 14 | RSM 16 | ARA 14 | JPN Ret | MAL 14  | AUS 14  | POR 11  | VAL 15 |        |     | 17.                 | 28   |
| 2011 | 125cc | Aprilia   | QAT 23 | SPA 7   | POR 13 | FRA 21  | CAT 10  | GBR 9   | NED 16  | ITA 10 | GER 13 | CZE 7  | IND 10 | RSM 12 | ARA 13  | JPN 11  | AUS 13  | MAL 8   | VAL 24 |        |     | 12.                 | 72   |
| 2012 | Moto3 | FTR Honda | QAT 15 | SPA Ret | POR 10 | FRA Ret | CAT 11  | GBR 11  | NED 13  | GER 10 | ITA 8  | IND 8  | CZE 6  | RSM 15 | ARA 11  | JPN 15  | MAL 16  | AUS 13  | VAL 7  |        |     | 15.                 | 71   |
| 2013 | Moto3 | Kalex KTM | QAT 22 | AME 10  | SPA 5  | FRA 6   | ITA Ret | CAT Ret | NED 16  | GER 11 | IND 10 | CZE 8  | GBR 9  | RSM 13 | ARA Ret | MAL 13  | AUS 12  | JPN 11  | VAL 16 |        |     | 11.                 | 68   |
| 2014 | Moto3 | KTM       | QAT 6  | AME 5   | ARG 20 | SPA 6   | FRA 10  | ITA Ret | CAT 15  | NED 11 | GER 11 | IND 10 | CZE 14 | GBR 5  | RSM 17  | ARA 5   | JPN Ret | AUS 8   | MAL 8  | VAL 13 |     | 12.                 | 97   |
| 2015 | Moto3 | KTM       | QAT 17 | AME 11  | ARG 14 | SPA Ret | FRA 6   | ITA 16  | CAT Ret | NED 20 | GER 14 | IND 22 | CZE 9  | GBR 2  | RSM 17  | ARA 14  | JPN 12  | AUS 5   | MAL 6  | VAL 3  |     | 12.                 | 89   |
| 2016 | Moto3 | Honda     | QAT 10 | ARG 9   | AME 11 | SPA 5   | FRA 9   | ITA 17  | CAT 10  | NED 13 | GER 4  | AUT 19 | CZE 6  | GBR 15 | RSM 5   | ARA Ret | JPN 13  | AUS Ret | MAL 2  | VAL 7  |     | 8.                  | 112  |
| 2017 | Moto3 | Peugeot   | QAT 20 | ARG 18  | AME 23 | SPA 18  | FRA 11  | ITA 20  | CAT 22  | NED 17 | GER 18 | CZE 20 | AUT 20 | GBR 23 | RSM 7   | ARA 25  | JPN 8   | AUS 12  | MAL 21 | VAL 18 |     | 22.                 | 26   |
| 2018 | Moto3 | KTM       | QAT 9  | ARG 14  | AME 7  | SPA 8   | FRA 6   | ITA 23  | CAT 11  | NED 5  | GER 7  | CZE 3  | AUT 13 | GBR    | RSM 5   | ARA 11  | THA     | JPN     | AUS    | MAL    | VAL | 7.*                 | 96*  |

 * Sezóna stále v průběhu.

## Osobní život
Narodil se v Kyjově. Žije v Rohatci na Hodonínsku. Ve volném čase se rád prohání po vodní hladině na Jetsurfu.